# Andrena forsterella
Andrena forsterella is een vliesvleugelig insect uit de familie Andrenidae. De wetenschappelijke naam van de soort is voor het eerst geldig gepubliceerd in 1978 door Osytshnjuk.